# Festival d'opéra baroque de Bayreuth
Ne doit pas être confondu avec Festival de Bayreuth.
Le Festival d'opéra baroque de Bayreuth, ou Bayreuth Baroque Opera Festival, est un festival de musique consacré à l'opéra baroque qui se déroule dans la ville allemande de Bayreuth depuis 2000 sous le nom de Bayreuther Barock puis arrêté quelques années à cause de travaux sur le site où sont donnés les concerts et enfin repris à partir de 2020 avec son nom actuel.

## Description
Le Bayreuther Barock naît en 2000 à Bayreuth dans l’Opéra des Margraves, ordinairement connu musicalement pour un autre festival, le Festival de Bayreuth, consacré aux opéras de Richard Wagner. Des ouvrages de l'époque baroque sont montés pour faire redécouvrir des ouvrages oubliés, avec des compositeurs tels que Agostino Steffani, Georg Friedrich Haendel, Henry Purcell, Antonio Vivaldi ou encore Antonio Lotti.
Le festival revoit le jour en 2020 sous la direction artistique de l'artiste lyrique contreténor croate Max Emanuel Cenčić. Il se déroule dans la salle restaurée de l’Opéra des Margraves dans la ville de Bayreuth. Le festival, annuel, tente de proposer des opéras du répertoire baroque peu connues. Le festival donne également des concerts de musique baroque, tels que des opéras sans mises en scène et des oratorio ou encore des concerts de morceaux choisis.

## Historique

### Nouvelle formule
La première édition prend place en septembre 2020 avec un ouvrage du compositeur italien Nicola Porpora, Carlo il Calvo de 1738. L'opéra est dirigé par le chef d'orchestre grec George Petrou et mis en scène par Max Emanuel Cencic.
La seconde édition du festival se déroule en septembre 2021 qui met une nouvelle fois en scène deux ouvrages de Nicola Porpora avec une reprise de l'opéra monté l'année précédente ainsi qu'un autre, Polifemo.
La troisième édition a lieu en septembre 2022 a comme ouvrage phare, Alessandro nell'Indie, opéra du compositeur italien Leonardo Vinci et Pietro Metastasio, créé en 1730 à Rome et qui n'est jamais repris depuis lors.